# Alior
Aliorul (Euphorbia cyparissias) sau laptele câinelui este o plantă ierboasă nativă din Europa din genul Euphorbia.

## Morfologia

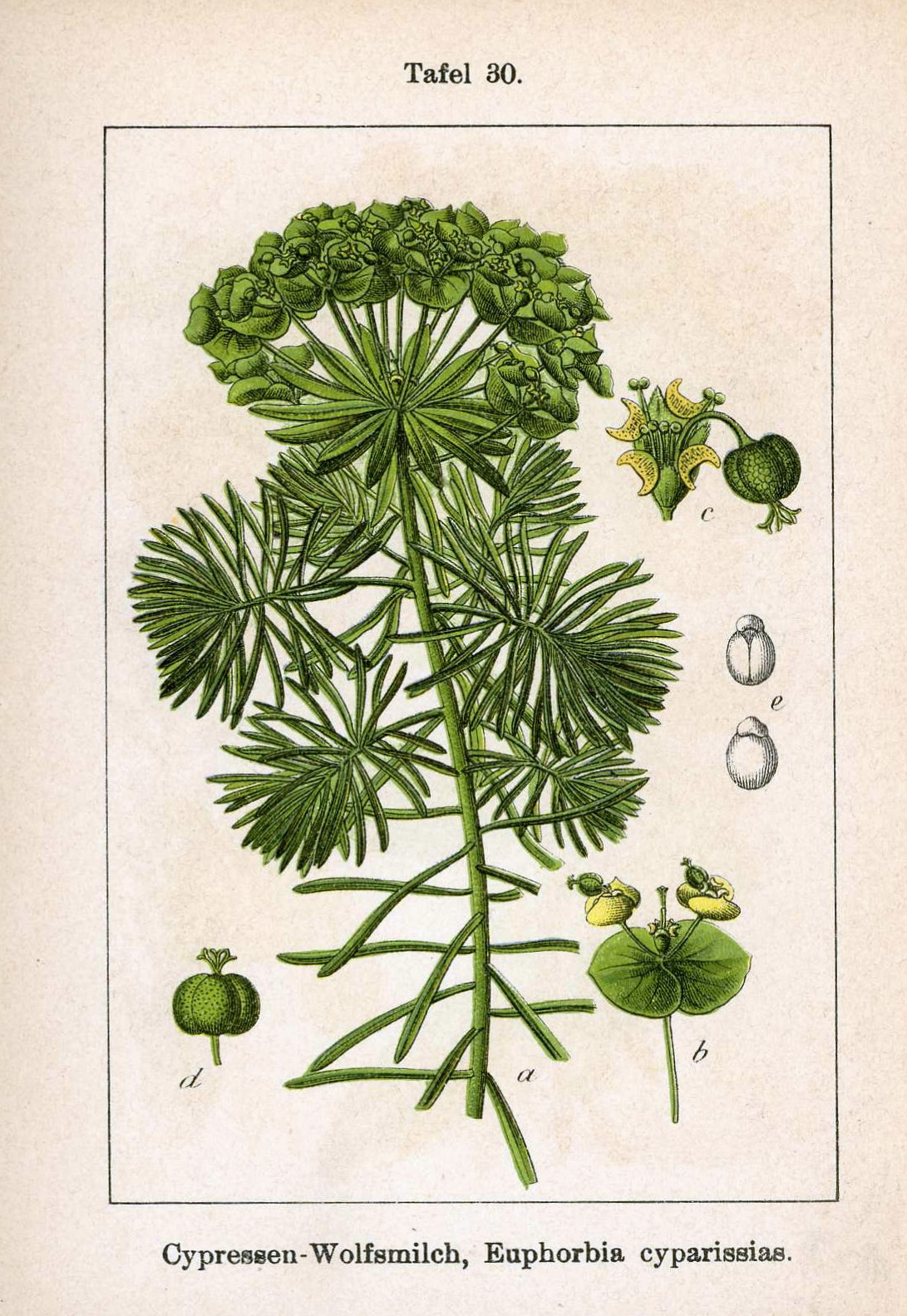
Morfologia

Are frunzele mici (0,5 – 5 mm lățime), linear-înguste, dispuse altern. Florile sunt în inflorescențe de tip ciatiu și înfloresc în lunile aprilie-iunie. Tulpina conține un suc lăptos.
Fructele sunt capsule.

## Răspândire
Aliorul crește prin pajiști uscate și coline, în câmpuri nisipoase și prin locuri stâncoase însorite.

## Utilizare
Se folosește tulpina floriferă în scopuri farmaceutice care conține rezine și alcooli triterpenici.
Este folosită și în medicina populară: ca vermifug (conține enzime proteolitice) vomitiv, contra negilor.

## Poze

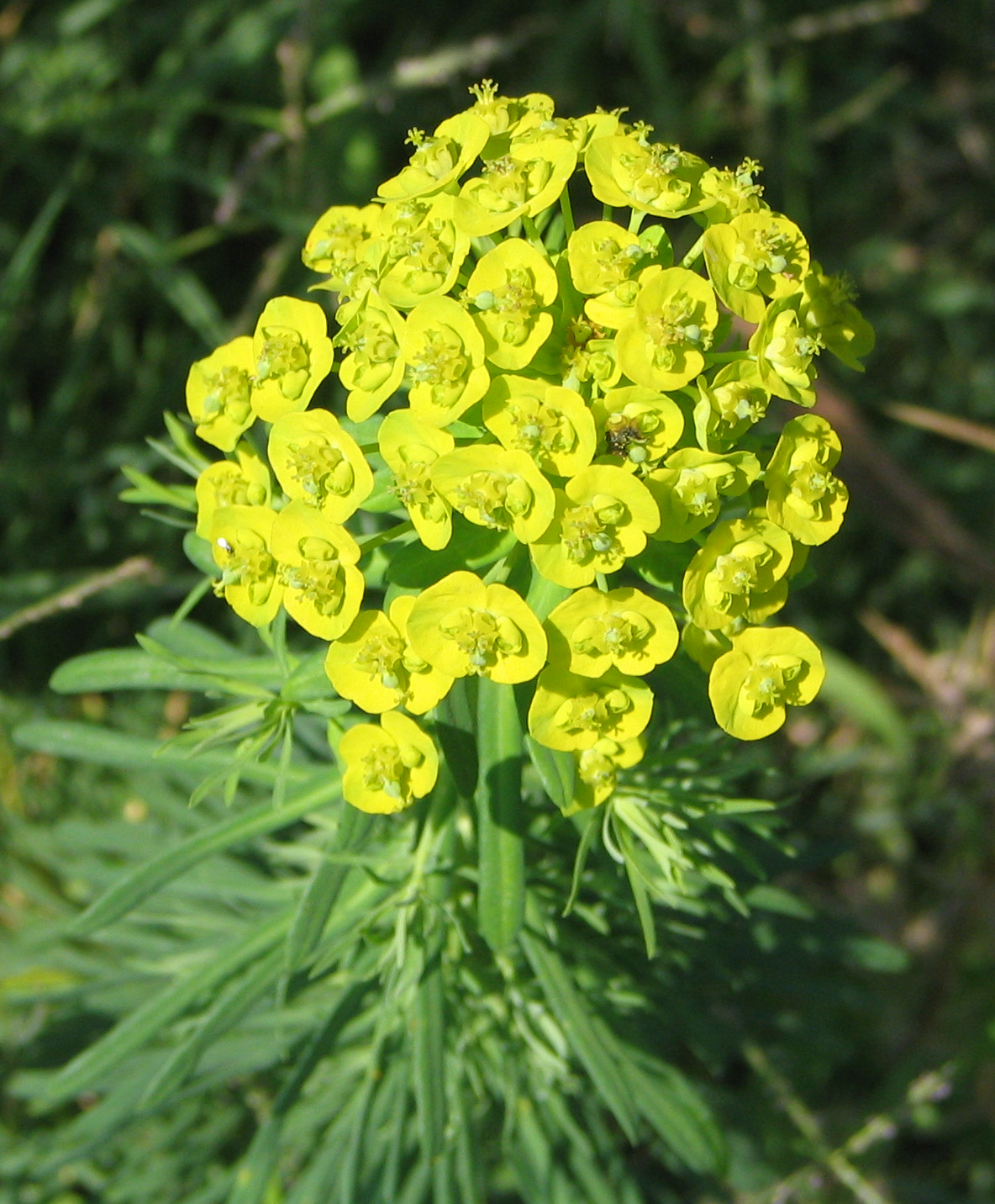
Alior
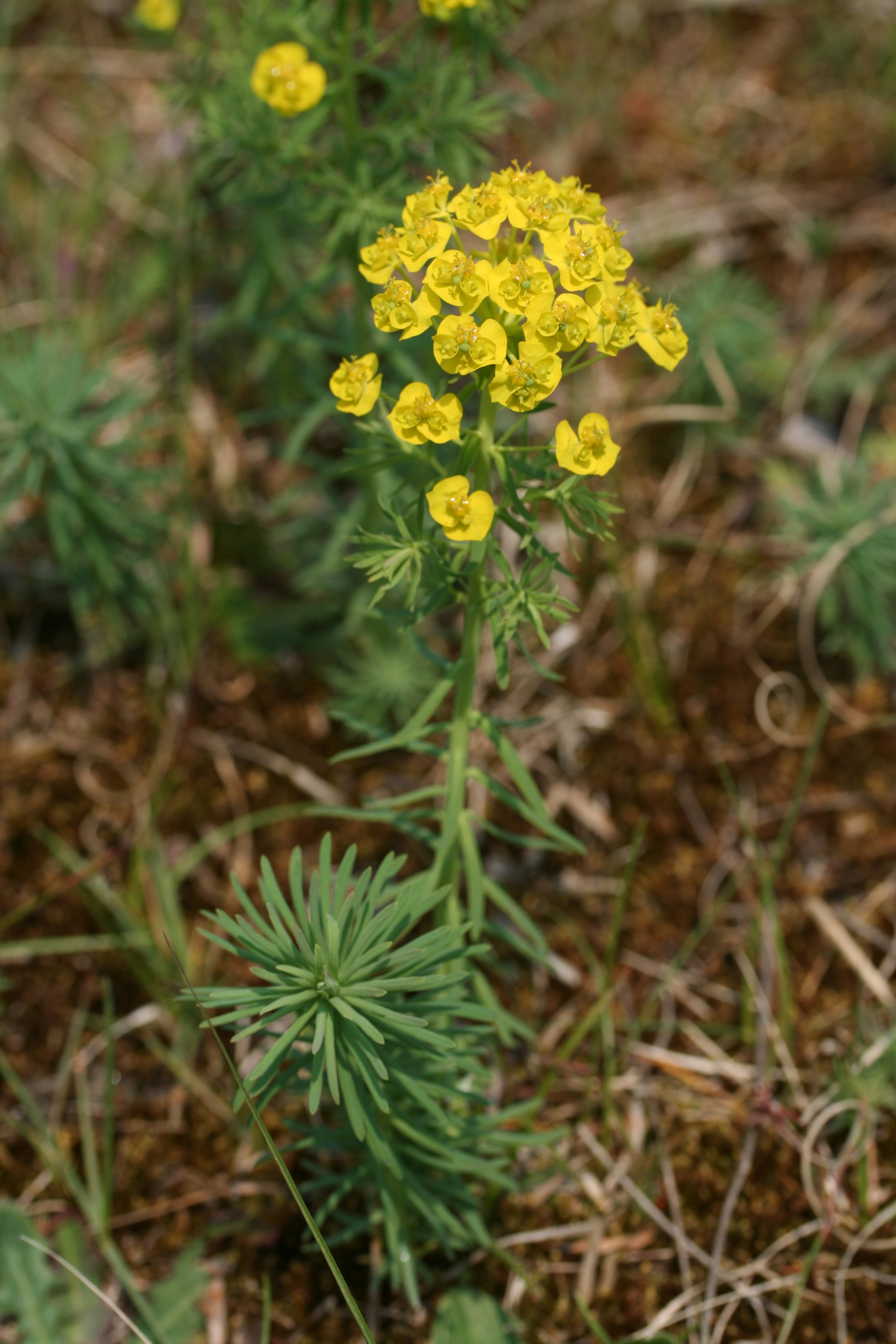
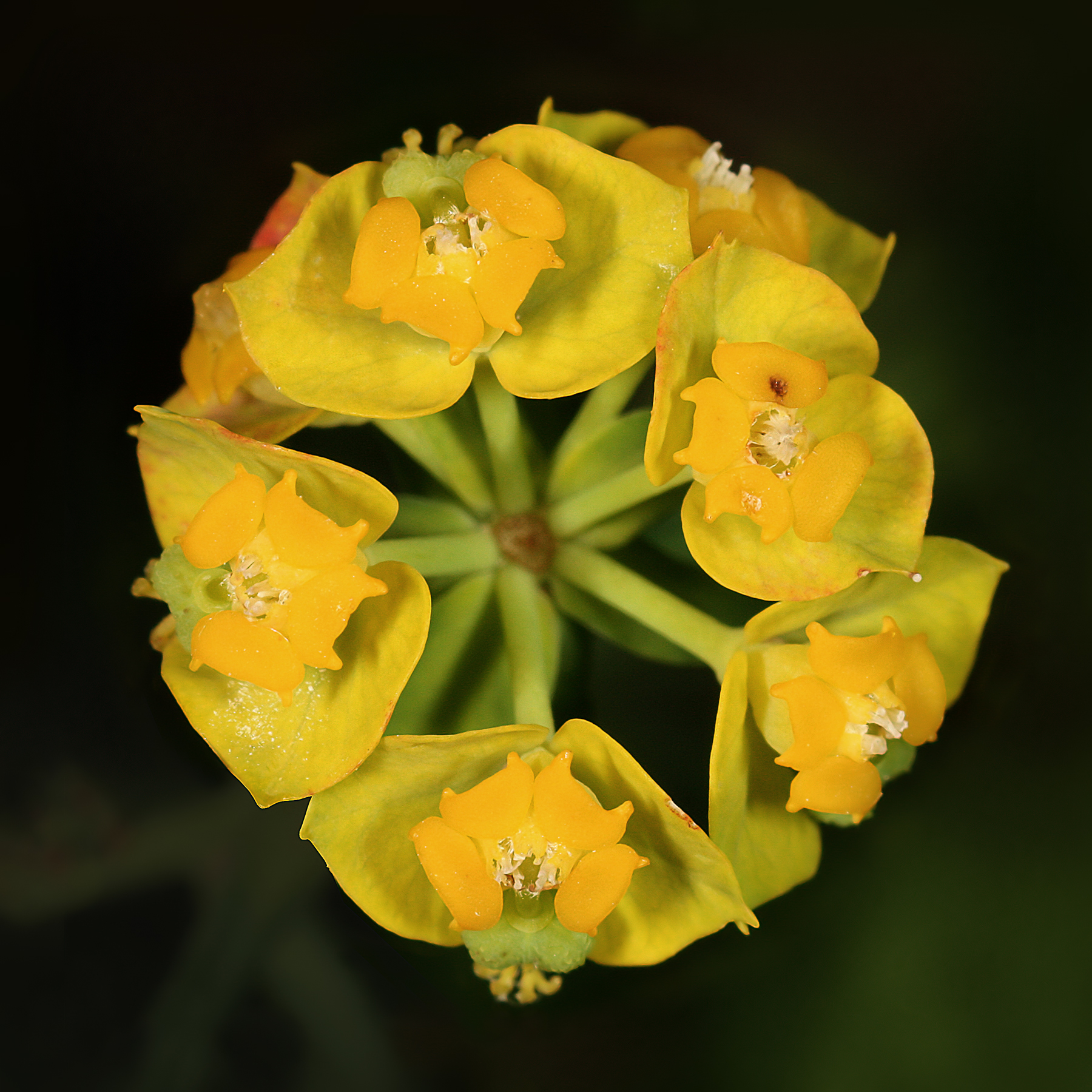
Inflorescență
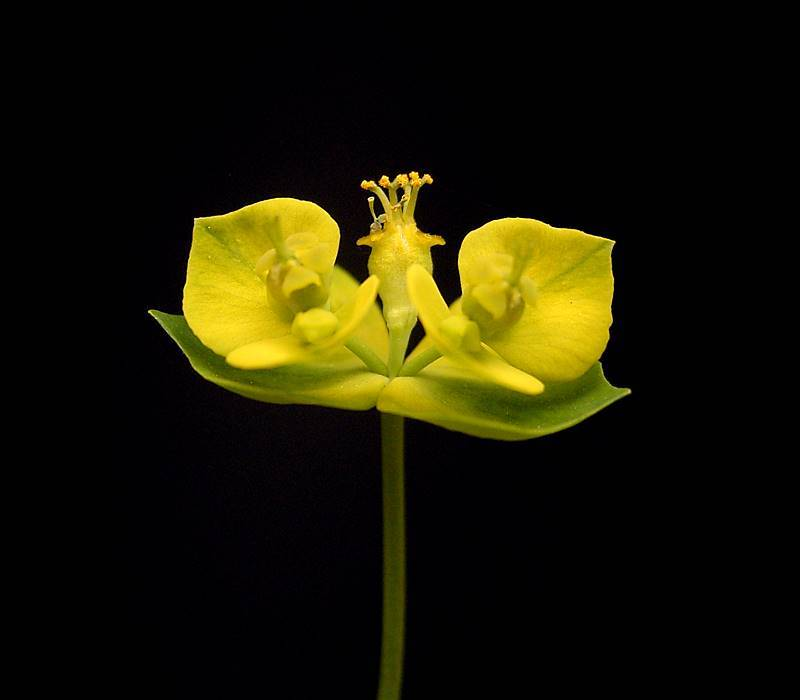